# Rammsjötjärnen, Ångermanland
Rammsjötjärnen är en sjö i Örnsköldsviks kommun i Ångermanland och ingår i Moälvens huvudavrinningsområde.